# Мюнстерландский диалект
Мюнстерландский диалект (нем. Münsterländer Platt, münsterländisches Platt, Münsterländisch, в диалекте — Mönsterlänner Platt, mönsterlännsk Platt, Mönsterländsk Platt) — диалект, принадлежащий к вестфальским диалектам нижнесаксонской группы нижненемецкого языка. Был распространён в Мюнстерланде (Северный Рейн-Вестфалия) до середины XX века, сегодня активно вытесняется верхненемецкой нормой. Диалект отличается сильной дифтонгизацией и мало понятен носителям немецкого языка.